# 六四事件中的南京市
1989年春夏之交，中华人民共和国爆发全国性抗议运动，史称六四事件或八九民运，中国官方称1989年春夏之交的政治风波。期间作為江苏省的省會，南京爆發了全省最大規模的抗議，也有絕食、游行、罢课、集会及其他政治表达行为。这些活动多由学生、工人主导，也包含市民等群体发起，乃至有體制內人士參與，与全国范围内的抗议相呼应。

## 4月
胡耀邦死後，4月17日，来自南京不同學校的大约10000名学生向警方请愿，要求他们批准为哀悼胡耀邦逝世而舉辦的游行。警方的回应是要求学生不要抗議以免引起公共秩序的混亂。尽管学生对此表示默許，但公安部门仍預期示威遊行會發生。官方指南京大学一些学生在宿舍里焚烧纸张、衣服，“往窗外乱扔杂物，起哄闹事”。
4月18日，南京大學學生在車站張貼標語。下午，南京大学和河海大学两名学生继续向江苏省公安厅申请集会，称南京多所高校，包括南京大学、南京师范大学、河海大学、东南大学、南京建工学院、南京化工学院、南京艺术学院和南京机械工业专科学校将有万余学生于4月19日下午1时在鼓楼广场悼念胡耀邦，隨後会經市區主要幹道步行到雨花臺烈士陵園敬獻花圈。公安则询问活动的负责人，并认为主办方无法确保游行的秩序。学生离去后，江苏省公安廳向上匯報，中共江蘇省委做好了部署。
到4月20日，有高校出现大字報《專制雜議》，批评胡耀邦下台之后，官倒和物价问题严重，呼吁争取民主，并暗指邓小平是慈禧。也有大字報质疑鄧小平关于“十年最大的失誤是教育”的言论，认为十年来最大的失誤是“沒有實行真正的自由民主,因而造成了決策沒有民主化科學化”。南京大學有人貼出標語「流血不要緊,自由最可貴」、「北京衝擊中南海,俺們咋辦?」「回應北大七條建議,衝擊掌權機構」、「用戰鬥迎接五四」。江蘇省公安廳稱全市貼出大字報的高校已由5所增至14所，一些公共場所、交通幹道也出現大字報。上海世界经济导报事件之后，该报收到来自江苏的声援电报、信件等。
4月20日晚6時半，南京大學逾三千名學生在校內集會追悼胡耀邦。集會結束時有學生呼喊:「同學們,黑夜快要降臨,但我們的心被點燃了,快扛起我們花錢買來的花圈、橫幅,上街去！」。游行队伍引來數千人围观。南京大学的游行队伍到新街口,隨後去河海大學、南京師大与其他学生汇合。晚10时30分，南京大学、南京师大、河海大学、江苏学院4000余名学生出校门，到鼓樓廣場獻了花圈、在太平南路、珠江路等地游行，围观群众达几千人,鼓樓廣場一帶交通中斷約二十分鐘。遊行隊伍前往江苏省政府，喊着“民主万岁”「還我民主」“打倒官僚”「打倒獨裁」「打倒特權」、「打倒官倒」“还我民主”“自由万岁”「廢除專制」、「直接選舉」、「建立多黨制」等口号，抬着胡耀邦的遗像，打着“胡耀邦同志永垂不朽”的横幅，用录音机放着哀乐，唱着国际歌，在省委、省政府门前呼口号。有圍觀者鼓動學生衝進省政府,但學生只是在省政府前停留,口號變為問答式，例如「獨裁要不要打?」「打!」「官僚要不要打?」「打!」。晚9時,遊行隊伍回到鼓樓廣場靜坐,继续有數千人围观使鼓樓廣場周圍交通基本堵塞，直到深夜散去。当晚，河海大學一位學生宣讀了《南京學界四・二○宣言》，要求：
1.公佈胡耀邦辭職內幕。
2.反對貪汙,公佈康華公司詳細賬目。
3.定期公佈與人民生活相關的經濟指數。
4.公佈高幹及其子女財產。
5.要求政府承認「四・二○」行動(本次游行)是合法的、愛國的。
6.在鼓樓廣場設立民主牆。
7.要求各級人大增設青年學生代表。

8.新聞界公佈這次行動及上述要求。
4月22日，胡耀邦追悼会之后，下午南京大學數百名學生上街遊行。4月24日，南京大学出現呼籲“积蓄力量，‘五·四’再战”的标语。當日晚，南京大學約2000多名學生打著「民主、自由、科學」、「聲援北京學生,反對暴力」橫幅遊行到鼓樓廣場集會演講。當中一名清華學生介紹了4月22日天安門廣場學生的情況，鼓動南京學生罷課。學生也通過在街頭募捐的方式蒐集經費。四二六社論发布后，更多的人參與示威遊行。有學生認為“不能以少數人搗亂為藉口,把學運壓下去”。

## 5月
5月3日，校园出现了呼吁学生五四上街游行的大字报和传单。5月4日中午，南京大学、南京师大等三所大学2000多人游行到江蘇省政府，递交了《请愿书》，響應當天全國的五四大游行。请愿书內容為：
1.集體失職應集體辭職;
2.七十五歲以上黨政軍領導全部辭職;
3.中共經費開支不應由國庫無限開支;
4.由各界人士成立聯合廉政委員會,監督政府查官倒;
5.公開領導人住房、收入及子女情況;
6.取消報禁,新聞自由,要求民辦報紙;
7.省電台要如實報導北京四二二、四二七遊行請願眞相;
8.保證遊行參加者、組織者人身安全,不搞秋後算賬;
9.南京大學85級一學生患恐懼症,學校要向學生說明真相

10.取消市政府禁止遊行的規定。
還有人散發傳單《南京五四宣言：再造一個青春中國》,號召「所有中國的工人、農民、子弟兵、學生聯合起來,再造一個青春的中國」,「中國是中國人民的中國」，「起來吧,中國青年」,「我們要一個民主、科學的…自由、平等、享有人權的中國」。也有人去南京市政府前示威。江苏省政府信访局的领导接了请愿书后，17时，游行学生返校。
5月5日，學生繼續上街游行。5月15日，南京部分高校贴出许多大小字报，介绍北京学生绝食请愿情况。16日，南京大学30多名学生组织纠察队，占领广播室并广播了《罢课宣言》，号召教师罢教和学生罢课，随后学校切断广播电源线。该校部分学生组成纠察队，阻止师生上课。近二千名大學生走出校门，向鼓楼广场方向游行，聲援天安門絕食學生。。117名南京大学教师签名发表声援北京的学生运动的联合声明。该校一法律系青年教师公开声明退党，并对向他收取党费的黨員说“共产党是流氓党”。校内还贴出一份“退团宣言”，已有七名学生签名响应。
5月17日，声援北京绝食学生的游行有万人以上。上午，南京大学、教育学院等15所高校，以及南京日报、扬子晚报、江苏电视台、广播电台等单位的学生、新闻工作者、干部上街游行，鼓楼广场人数达十万人。江苏作家协会、《雨花》、《钟山》杂志社200余人也上街游行。南京大学作家班的27人在校园内躺在地上用身体组成“民主”字样引起众人围观。下午，南京师范大学50多名博士研究生在校内打出一条横幅：“李鹏、李铁映、胡启立、何东昌、杨尚昆、邓小平必须辞职”。甚至江苏省委党校也有一些教师也参加了游行。
5月18日上午八时许，南京市9名学生发起成立绝食团，有52名高校学生在鼓楼广场绝食（19日增至五十九名）。下午五时，3000余名学生冲进江苏省政府大院，省政府领导出面接受了学生递交的请愿书。當天有十餘萬名人上街遊行，包括部分機關幹部、工人、敎師、新聞人員以及全市高校學生。5月19日，超过10000名抗议者在南京街头游行。
整个运动期间，南京示威者先后成立「南京高等院校學生自治聯合會」、「高校公寓自治聯合會」、「南京市高校學生自治聯合會廣播站」、「南京工人自治聯合會」、「南京工人糾察隊」、「北上聲援團」、「市民請願團」等组织（事后均被取缔）。其中南京高自联负责人为陳學東，南京工人自治聯合會負責人为李滬陵。“南京市高校學生自治聯合會廣播站”站長为孫峰。南京工人糾察隊隊長为芮同虎。北上聲援團副總指揮为吳建明。
北京宣布戒嚴後，5月20日，江蘇省政府致電中共中央，擁護李鵬、楊尙昆在北京市黨政軍大會上的講話。中午，有南京大学、河海大学等十几所高校兩三萬名学生及高校教師上街游行，呼喊“打倒邓小平”、“打倒李鹏”等口号。参加游行的还有《新华时报》等新闻单位的三十多名记者。5月21日，學生、知識份子和工人群衆約5萬人在南京市政府前示威遊行。200餘名學生絕食抗議。南京橡胶厂的工人宣布罢工，记者和老师也加入了抗议学生的行列，有人打“反对独裁”，“反对警察”，“李鹏下台，小平滚蛋”等标语游行。还有人散发了各种的传单，谣传一些省市已宣布不承认李鹏政府，邓小平离京、北京有学生死亡等。
5月22日，繼續有數萬名學生、工人群衆在市中心示威抗議。高校出现个别党员以支部或个人名义张贴反对北京戒严的大字报。5月23日，继續有大規模示威遊行。5月24日，南京25所高校近两万名学生聚集在鼓楼广场游行示威和演讲。下午，开往北京的46次列车抵达南京站后，300名学生强行登上列车赴京。5月26日，數百名高校生在鼓樓廣場張貼大字報。下午，继续有两千多学生游行。5月28日，有3万多名示威者參與响应當天的全球华人大游行，反對邓小平和李鹏，呼喊“召开人大”、“罢免李鹏”等口号。
5月29日，北大、中国人民大学、北京航空航天大学、北京师大等校20余名学生继续在南京的一些重点高校串联活动。这些学生在与各校学生自治会取得联系后，在学生中发表演讲，鼓动学生参加空校运动。5月30日，南京高校学生自治联合会发起学生徒步赴京请愿活动，有二百多名学生报名参加。南京各高校都已贴出通告组织报名，6月1日上午9时在南京鼓楼广场集合出发。打算“通过这次行动沿途宣传，把这次学生运动推向一个新的高潮”。5月31日，部分学生继续罢课。

## 6月
6月1日上午，南京大学、南京师范大学、河海大学、华东工学院、南京农学院等十几所高校近800名学生组成“南京高校联合赴京民主长征队”在南京鼓楼广场集合，徒步北上进京请愿。参加的学生宣称目的是“沿途宣传民主，唤起民众，6月18日抵京，掀起新的高潮，对即将召开的人大常委会会议施加压力”。离开南京时，6000多大学生为他们送行，围观群众达二三万人。次日上午，“长征队”的先遣队到达安徽滁州师范专科学校。江苏省政府、教委及有关高校的干部跟随队伍劝解，劝回180余名学生，仍有700多人坚持北上。南京铁道医学院20多名学生组成的救护队和南京航运专科学校30多名学生组成的声援队亦赶到滁州支持和声援请愿团。3日晚，请愿团到达嘉山县沙河镇，分散居住在沙河中学、火车站候车室及群众家中。继续有学生经劝说后同意返校或开始动摇。
北京六四镇压后，6月4日上午九时，南京大学、河海大学等11所高校的7000余名学生上街游行。下午二时，聚集在鼓楼广场等地哀悼北京死者和示威的学生、群众和圍觀者逾十萬人，造成交通中断。学生们情绪比较激烈，他们佩带黑纱，播放哀乐，呼喊着“血债要用血来还”一类的口号，声称要“打倒、绞死”李鹏。还有一些人到处演讲，鼓动罢工、罢市。据亲历者回忆，南京高校的管理人员一开始对学生抗议游行持观望态度，六四镇压后他们明确了立场，开始对仍在进行的抗议采取管控措施。
6月5日，南京市政府發出通告，明令取締南京高自聯等民運組織。公安又取締「南京高校自治聯合會廣播站」,逮捕「廣播站負責人」孫峰及「廣播站」下屬的「工人糾察隊隊長」王偉。上午6时30分，南京大学、师范大学等15所高校10000多名学生在江苏省高自联的鼓动下在主要路口设置路障，造成南京全市交通中断，数万名职工无法上班，有結隊遊行的學生亦呼籲工人罷工聲援運動。此前赴京的“民主长征队”全部撤回学校。下午，一些高校数千名学生在鼓楼广场集会、演讲，继续呼喊“绞死李鹏”等口号。從6月5日起的一連數日，有十多萬人次學生和民眾上街示威遊行嗎，並在主要道路設置路障，一些公車司機亦響應罷駛，導致市區交通癱瘓數日。
6月6日，南京中医学院有人贴出大字报，煽动破坏电力设备，炸毁桥梁铁路。当局指南京大学高自联准备袭击校保卫处、人武部和公安干警，仍有人在南京市几个进出城的主要路口设置路障，包括南京长江大桥公路桥，造成市内交通中断。南京大学、南京航空学院等校一些学生占据校广播站，转播“美国之音“有关北京的消息。
6月7日上午7分，南京大学、师范大学等四所高校一千多名学生在中央门铁路旱桥铁道上放置障碍物或靜坐，堵塞南北铁路交通，91、303、375等次列车停运。河海大学等校400余名学生又上长江大桥公路桥，堵塞南北交通。下午4时20分学生撤离。南京师范大学一些学生还在中山陵处卧轨，设置路障。从6月4日至8日，南京長江大橋上持續有學生和民衆靜坐及設障,造成南北鐵路交通嚴重受阻。從6月6日至9日，均有工人怠工、罷工，以及群衆衝擊工廠、破壞交通、堵截車輛、設置路障、設卡檢查車輛行人 ,阻擋工人上班的現象出現。
6月8日，南京栖霞區公安分局以“造謠惑衆罪名”逮捕吳燕。同日，聯防人員抓獲8名“乘亂攔車”者。上午八时许，约400余名大学生在南京中央门铁路桥、长江大桥上企图用木头、砖块阻挡列车、公路交通，引起千余名群众围观。经公安干警与省教委及学校领导共同做工作，到下午四时学生全部离去。上午八时三十分，有一百余名学生到长江大桥意欲阻断交通。经公安机关及有关部门派人做工作，学生们于十一时三十分散去。全市交通恢复正常。美联社、法新社消息指过去两天所设置的路障大都已被清除。

## 另見
- 六四事件
- 六四事件中的江蘇省
- 1989年中華人民共和國抗議地區列表